# Mendata
Mendata est une commune de Biscaye dans la communauté autonome du Pays basque en Espagne.

## Toponymie
L'actuelle commune de Mendata a son origine dans l'elizate de San Miguel de Mendata.
Sur sa signification étymologique il convient de dire qu'elle est apparemment en rapport avec le mot en langue basque mendi (montagne). Sa signification complète n'est pas du tout claire, mais quelques philologues comme Xabier Kintana, membre d'Euskaltzaindia, le met en rapport avec le mot mendate (port de montagne)  en considérant que le mot ata est une variante de ate (port, porte). D'autres philologues le considère par une variante du toponyme Mendieta, qui signifie site de montagnes.
La situation géographique de Mendata, dans les contreforts septentrionaux de la montagne Oiz et en étant une des communes situées à une plus grande altitude de la comarque d'Urdaibai, rend plausible chacune des significations étymologiques mentionnées ci-dessus.
Le gentilé de ses habitants est mendatarra, commun pour les hommes et les femmes et qui provient du basque.

## Géographie

### Quartiers
Les quartiers sont Elejalde (ou Elexalde), Albiz, Marmiz, Olabe.

### Sources
- (es) Cet article est partiellement ou en totalité issu de l’article de Wikipédia en espagnol intitulé « Mendata » (voir la liste des auteurs).